# Djalminha
Djalminha, eigentlich Djalma Feitosa Dias Maia (* 9. Dezember 1970 in Santos) ist ein ehemaliger brasilianischer Fußballspieler. Er war 1996 Brasiliens Fußballer des Jahres. Außerdem galt er aufgrund seiner Leidenschaft für trickreiches Spiel als Zauberer und trägt deshalb den Spitznamen „El Mago“.
Djalminha ist der Sohn von Djalma Santos (Doppelweltmeister mit Brasilien 1958 und 1962) und besitzt eine Doppelstaatsbürgerschaft (Spanien).

## Karriere
Er begann seine Karriere bei Flamengo Rio de Janeiro und spielte unter anderem auch beim Guarani FC und SE Palmeiras. Dazwischen hatte er ein kurzes Gastspiel in Japan bei Shimizu S-Pulse.
Während der Copa América 1997 war Djalminha im brasilianischen Kader und schoss zwei Tore. Im Finale, das Brasilien gegen Bolivien mit 3:1 gewann, wurde er aber nicht eingesetzt.
1997 ging Djalminha nach Spanien zu Deportivo La Coruña, wo er als Spielmacher im offensiven Mittelfeld agierte. In der Saison 1999/2000 holte Djalminha mit den Galiciern den spanischen Meistertitel. Nachdem er seinem Trainer Javier Irureta nach einer Meinungsverschiedenheit einen Kopfstoß versetzt hatte, wurde er nur noch selten eingesetzt und wurde deshalb von Nationaltrainer Luiz Felipe Scolari nicht für Brasiliens WM-Kader für die Fußball-Weltmeisterschaft 2002 in Japan und Südkorea berücksichtigt.
Während der Saison 2002/03 war er bei FK Austria Wien in Österreich unter Vertrag, konnte aber seine Qualitäten nur selten unter Beweis stellen.
Nach einem kurzen Gastspiel in Mexiko beim Club América beendete er im Februar 2005 seine aktive Karriere.
Djalminha war 14-mal für das brasilianische Nationalteam im Einsatz, ihm gelangen dabei 6 Tore.